# Magyaregregy
Magyaregregy é uma vila da Hungria, situada no condado de Baranya. Tem 26,81 km² de área e sua população em 2019 foi estimada em 709 habitantes.